# Милое семейство
«Милое семейство» («Den kære familie») — датский комедийный фильм 1962 года режиссера Эрика Баллинга по одноимённой пьесе Густава Эсмана. Фильм-участник 3-го Московского международного кинофестиваля, 1963 год. Ярл Кулле и Хелле Виркнер стали лауреатами в номинациях «лучший актёр» и «лучшая актриса» главной датской кинопремии «Бодиль».

## Сюжет
Копенгаген на рубеже веков, 29 декабря 1899 года — канун Нового года и Нового века.
Якоб Фриис — судовладелец, торговец, один из богатейших людей Копенгагена. Его дом — место сбора семьи и друзей. С тех пор как 10 лет назад умерла его жена, он делился семейными чувствами и деловым чутьем со своими тремя дочерьми и младшим из детей — сыном Якобом.
Старшая дочь — Элиза, замужем за англичанином Уильямом Рэндаллом, человеком хорошего происхождения, дипломатом, но довольно сухим и скучным.
Средняя дочь — Эмили, замужем за дворянином графом Клаас Лейонстамским — чрезвычайно обаятельный джентльмен, но большой бабник. Он тратит гораздо больше денег, чем может заработать его поместье, и поэтому тесть должен постоянно вмешиваться.
Младшая дочь — Ида, пока не замужем, и отец хочет её пристроить, но он теперь большой человек, зарабатывает 200 000 долларов в год и собирается стать государственным советником, и он хотел бы ей подходящую партию — и тут в её кругу появляется молодой граф Алекс Маагенхьельм. Одна проблема — двоюродный брат, вспыльчивый прапорщик Вальдемар Нюстрема, которого Ида свела с ума, но он пока отправился в экспедицию в Вест-Индию и отец намерен по-быстрому выдать дочь замуж.
Самый младший из детей — сын Якоб-младший, который, к огорчению отца, не хочет заниматься делами компании. Он предпочитает зависать за столиком кафе с кучкой сыновей из богатых семей, именуемых «де Виолетта», или любоваться популярной в городе певицей и танцовщицей канкана Джули Хансен.
У главного героя проблемы на фондовой бирже, с семьей, при дворе, а также с его флиртом с очаровательной модисткой Ирмелин.
И все эти проблемы сплетаются в один клубок в новогодний вечер. Выясняется, что очаровательный граф Маагенхьельм — расчетливый охотник за приданым, который давно состоял в отношениях с певицей Жюли Хансен, игравшей с сыном Якобом. А тут ещё на новогоднюю вечеринку семьи Фриис, где хлопают пробки от шампанского, заявляется кузен Вальдемар Нистром….

## В ролях
- Гуннар Лауринг — судовладелец Якоб Фриис
- Лизе Рингхэйм — Элиза
- Бьорн Ватт-Боольсен — Уильям Рэндалл
- Хелле Виркнер — Эмили
- Ярл Кулле — граф Клаас Лейонстамский
- Гита Нёрбю — Ида
- Хеннинг Моритцен — граф Алекс Маагенхьельм
- Эббе Лангберг — Вальдемар Нистром
- Оле Сёлтофт — Якоб-младший, сын Фрииса
- Лили Брёбрг — Джули Хансен, певица
- Сьюзи Уорлд — Имерлин, модистка

## Съёмки
Съемки проходили в Копергагене — в Музее Торвальдсена и замке Амалиенборг.

## Критика
Аккуратно и изящно оформленные эпизоды с начала века. Все они получают анекдотическое округление, и в то же время вы можете почувствовать вздох после потерянных идиллий. По-видимому, режиссер Эрик Баллинг испытывал некоторую ностальгию, когда мечтал вернуться в ту эпоху, когда лошади вздрагивали на улицах Копенгагена, если автомобилист отваживался выйти в пробку, когда дамы носили все райские плоды на шляпах, а молодые мировые мужчины неизменно появлялись с осколком стекла в глазу и гвоздикой в петлице.
Оригинальный текст (швед.)Nätt och graciöst utformade episoder från sekelskiftet. De får alla en anekdotisk avrundning, och samtidigt kan man förnimma en suck efter försvunna idyller. Tydligen har regissören Erik Balling känt sig en smula nostalgisk då han drömt sig tillbaka till en epok då hästarna skockades på Köpenhamns gator om en bilist vågade sig ut i trafiken, då damerna bar paradisets alla frukter på sina hattar och unga världsmän oföränderligt uppträdde med glasbit i ögat och nejlika i knapphålet.
— Dagens Nyheter
Критика была высокого мнения об игре актёров, а один из рецензентов, видевший ещё оригинальную постановку пьесы с легендарным актёром Йостой Экманом в главной роли, дал такую оценку:

Бывает, что вас больше интересуют аксессуары в фильме, чем люди. Старый конный трамвай, первый автомобиль, новомодный электрический телефон, воронкообразный граммофон с роликами, первый пылесос, растоптанный ногами, как патерностер, и т. д. В общем, очень весело заново переживать этот старый Копенгаген — от джентльменов на бирже в бонжуре и цилиндрах до канканских дам в Вивеле с вышитым на спине «с Новым годом!». Возможно, скрупулезная аутентичность может в какой-то момент создать впечатление, что человек находится на паноптикуме — но, вуаля, входит в картину Ярл Кулле и сдувает пыль. Он взвалил на плечи мантию Йосты Экмана и ясно показал, что может носить её.
Оригинальный текст (швед.)Det händer att man intresserar sig mer för accessoarerna i filmen än för människorna. Den gamla hästspårvagnen, den första automobilen, den nymodiga elektriska telefonen, trattgrammofonen med sina rullar, den första dammsugaren som trampas med fötterna som ett paternosterverk etc etc. Det är på det hela taget mycket roligt att återuppleva detta gamla Köpenhamn alltifrån herrarna på börsen i bonjour och höga hattar till cancandansöserna på Wivel med "Gott nyttår!" broderat på baken. Möjligen kan den minutiösa äktheten någon gång ge intryck av att man befinner sig på panoptikon - men vips kommer Jarl Kulle in i bilden och blåser bort dammet. Han har axlat Gösta Ekmans mantel, och nog sagt att han kan bära upp den.
— Svenska Dagbladet